# Пуцко, Василий Григорьевич
Василий Григорьевич Пуцко́ (10 января 1941, Глухов Сумской области, УССР) — российский и советский искусствовед, член Союза художников СССР. Заслуженный работник культуры Российской Федерации (1994). Автор более 670 научных и научно-популярных работ. Основные научные интересы в области истории искусства связаны с художественным наследием Византии, христианского Востока, Древней Руси, Украины а также Западной Европы эпохи средневековья.

## Биография
После школы занимался архитектурными обмерами церквей в Глуховском бюро технической инвентаризации. Обучался в изостудии.
В 1967 окончил факультет теории и истории изобразительного искусства Института живописи, скульптуры и архитектуры имени И. Е. Репина. Одновременно учился на филологическом факультете в Ленинградском университете, слушал лекции Н. А. Мещерского (язык древнерусской переводной письменности), В. Я. Проппа (обрядовая поэзия), а на историческом факультете — А. В. Банк (искусство Византии).
В 1966—1968 работал научным сотрудником Ростовского филиала Ярославо-Ростовского историко-архитектурного и художественного музея-заповедника. Исследовал древнерусское искусство, создал экспозиции в восьми залах, где впервые представил много неизвестных ранее произведений, которые приходилось атрибутировать, что и стало темой ряда его публикаций. В 1968—1969 — заместитель директора Московского областного краеведческого музея (г. Истра).
Работал в Церковно-археологическом кабинете Московской духовной академии. Изучал медное литьё.
С 1973 — старший научный сотрудник Калужского областного художественного музея. С 1994 — заместитель директора музея по научной работе .
Участник многих областных, республиканских, всесоюзных и международных конференций, конгрессов и симпозиумов.

## Избранные публикации
- Новгородский выносной басменный крест // Искусство христианского мира. М., 2000. — № 4. — C. 258—266.
- До історії києво-печерської іконографії XVII ст. // Могилянські читання. — К., 2001. — С. 233—242.
- Киевская бронзовая пластика XI—XII веков // Художественный металл России. — М., 2001. — С. 135—143.
- Ікони давньої Волині // Церковний календар. — Сянік, 2002. — С. 77-92.
- Орнаментальна композиція в давньокиївському кам’яному різьбленні // Родовід. № 18-19. — К., 2002. — С. 47-57.
- Розп’яття в києво-печерській гравюрі першої половини XVII ст.: питання іконографії й стилю // Могилянські читання. — К., 2002. — С. 162—172.
- Хрест Ларіона Іваницького // 100 років колекції державного музею українського народного декоративного мистецтва. — К., 2002. — С. 56-62. (в соавторстве с Л. С. Билоусом)
- Архитектурный ансамбль княжьего двора в Киеве // Кремли в России. — М., 2003. — С. 224—241.
- Византийско-киевское культурное наследие и его изучение // Проблемы славяноведения. Вып. 5. — Брянск, 2003. — С. 12-19.
- Волинь в історії українського іконопису XVI—XVIII ст. // Волинська ікона. Вип. XI. — Луцьк, 2004. — С. 49-60.
- Київська готична кадильниця 1541 р.: до вивчення музейних раритетів // Музейна справа та музейна політика в Україні XX століття. — К., 2004. — С. 141—144.
- Волинський іконопис XVII ст. і українська гравюра // Волинська ікона. Вип. XII. — Луцьк, 2005. — С. 30-40.
- Константинополь у мистецькому житті Києва XI—XIII ст. // Лаврський альманах. Вип. 14. — К., 2005. — С. 140—151.
- Невідома Софія Київська // Ант (Київ), випуск 13-15. — К., 2005. — С. 35-38.
- Візантія і християнський Схід у духовній культурі Давньоруської держави // Русь на перехресті світів. — Чернігів, 2006. — С. 134—140.
- Доба становлення українського мистецтва // Ант (Київ), випуск 16-18. — К., 2006. — С. 36-41.
- Київські срібні браслети-наручі і тератологічна книжна орнаментика // Музейні читання. 2006. — К., 2007. — С. 102—113.
- Українські різьблені напрестольні хрести XVI—XX століть (за матеріалами музейних збірок) // Музеї народного мистецтва та національна культура. — К., 2006. — С. 126—131.
- Князь Володимир Мономах — меценат сакрального мистецтва // Скарбниця української культури. Вип. 8. — Чернігів, 2007. — С. 200—207.
- Золотарство давнього Києва // Археологія. — 2008. — № 3. — С. 47-60.
- Неизвестное изображение Софии Киевской // Изучение и реставрация памятников древнерусской архитектуры и монументального искусства. — СПб., 2007. — С. 13-20.
- О киевской ротонде XII века // Изучение и реставрация памятников древнерусской архитектуры и монументального искусства. — СПб., 2007. — С. 92-98.
- Иконописание как форма традиционной культуры Русского Севера // Рябининские чтения — 2007. Отв. ред Т. Г. Иванова. Музей-заповедник «Кижи». Петрозаводск. 2007. — 497 с.
- Іконопис Слобожанщини XVII—XVIII століть — майже втрачене мистецтво // Ант (Київ), випуск 19-21. — К., 2008. — С. 61-65.
- Український типаж у іконописі XVI—XVIII століть // Народний костюм як виразник національної ідентичності. — К., 2008. — С. 28-33.
- Церковная топография древнего Києва (храмы и реликвии) // Архитектура и археология Древней Руси. — СПб., 2009. — С. 72-84.
- Візантійські основи давньоруського іконопису // Ант (Київ), випуск 22-24. — К., 2010. — С. 58-66.
- Іконопис із фондів чернігівського музею // Ант (Київ), випуск 22-24. — К., 2010. — С. 175—176.
- Українські антимінси XVII ст.: історія однієї знахідки // Ант (Київ), випуск 22-24. — К., 2010. — С. 78-82.
- Византийская иконография на Русском Севере // Рябининские чтения — 2011: Материалы VI научной конференции по изучению и актуализации культурного наследия Русского Севера. Петрозаводск, 2011. — С. 148—151.
- Вопрос традиции в оформлении храмов Кижского погоста // Рябининские чтения — 2015. Отв. ред. — доктор филологических наук Т. Г. Иванова. Музей-заповедник «Кижи». Петрозаводск. 2015. — 596 с. — С. 232—235